# Курочкин, Александр Иванович
Александр Иванович Курочкин (28 июля 1948, д. Сьяново-2 Серпуховского района Московской области — 2013, Серпухов) — советский и российский художник, член Союза художников России.

## Биография
В 1964 году семья переезжает из Серпухова в г. Чехов, где А. И. Курочкин начинает заниматься живописью под руководством художника Ю. К. Авдеева, директора Государственного литературно-мемориального музея-заповедника А. П. Чехова.
После окончания в 1966 году средней школы работает художником в музее А. П. Чехова. Отслужив в армии в 1967—1969 гг., в 1970 году поступает на художественно-графический факультет Орловского государственного педагогического института, где учится мастерству у художников В. А. Дудченко, Д. В. Дышленко, Г. Д. Калмахелидзе, В. П. Басарева, А. И. Курнакова. В 1975 году заканчивает институт, выполнив в качестве дипломной работы триптих «Руда Курская» (научный руководитель — Народный художник СССР, профессор А. И. Курнаков).
1975—1986 — директор Серпуховской детской художественной школы.
С 1980 года начинает участвовать в областных, зональных, республиканских, всероссийских, всесоюзных, международных художественных выставках.
В 1986—1994 — директор Серпуховского историко-художественного музея.
В 1995—2002 — главный художник Московского издательского дома «Вестник».
В 2002 году — стипендиат Союза художников России.
С 2002 года работал преподавателем композиции и живописи в Московском областном педагогическом колледже.
Художник скончался в 2013 году в Серпухове.
Работы А. И. Курочкина находятся в Дирекции художественных выставок Союза художников России, Государственном литературно-мемориальном музее-заповеднике А. П. Чехова, Серпуховском историко-художественном музее, Серпуховском Высоцком монастыре, Серпуховском и Подольском выставочных залах, в частных коллекциях России, Италии, Германии, Болгарии, Франции, США, Великобритании, Швеции и Швейцарии.

## Награды
- Почётная грамота Московской областной организации Союза художников СССР за 3-е место в осенней конкурсной выставке (1981)
- Диплом Союза художников России (1997)
- Медаль «В память 850-летия Москвы» (1997)
- Диплом Союза художников России (2003)
- Диплом Московского областного отделения Союза художников России (2005)
- Диплом Союза художников России (2005)